# 17601 Sheldonschafer
17601 Sheldonschafer è un asteroide della fascia principale. Scoperto nel 1995, presenta un'orbita caratterizzata da un semiasse maggiore pari a 1,8196511 UA e da un'eccentricità di 0,0645492, inclinata di 24,20172° rispetto all'eclittica.